# Husův sbor v Ostravě-Svinově
Husův sbor Církve československé husitské v Ostravě-Svinově je církevní stavba na ulici Stanislavského v Ostravě-Svinově.

## Historie
Husitská náboženská obec vznikla ve Svinově již v roce 1924, ale protože neměla ve vlastnictví žádnou budovu, scházeli se věřící přes rok v kreslírně místní školy; o Vánocích pak v tělocvičně. Tyto podmínky byly značně nevyhovující, a proto byl již v roce 1925 zakoupen pozemek a současně došlo k vyhlášení soutěže na návrh nové budovy. Kvůli nedostatku peněz se příprava stavby protáhla až do roku 1932, kdy byl návrh konečně vybrán. Šlo o návrh místního stavitele Valentina Stojeby, který byl posléze rovněž pověřen přípravou kompletní projektové dokumentace. Stavba byla slavnostně zahájena 2. srpna roku 1933 a zdarma se na ní podíleli místní věřící. Stavba byla dokončena na jaře roku 1934.

## Zajímavosti
Na levé straně pod chorem byla do zdi sboru uložena prsť ze zahraničních legionářských bojišť: ukrajinského Zborova, francouzského Terronu a italského Doss Alta.
Na předních pilířích schodů vedoucích ke Sboru jsou zasazeny pamětní kameny z hradů Krakovec a Kozí Hrádek, na nichž se zdržoval Jan Hus.